# Gul Lasht Zom
Der Gul Lasht Zom ist ein 6657 m hoher Berg im Hindukusch in der pakistanischen Provinz Khyber Pakhtunkhwa.

## Lage
Der Gul Lasht Zom ist als Schneepyramide vom Oberen Tirichgletscher aus zu sehen.
Der Berg erhebt sich westlich des Oberen Tirichgletschers 14,5 km nordwestlich des Tirich Mir sowie 12,3 km südwestlich des Noshak. Nach Westen wird er vom Arkari Gol, einem linken Nebenfluss des Lutkho, entwässert. 1,9 km östlich befindet sich der Ostgipfel (6611 m, ⊙). Vom 4,6 km südöstlich gelegenen Südgipfel (6470 m, ⊙) führt ein Bergkamm zum Tirich Mir.

## Besteigungsgeschichte
Der Gul Lasht Zom wurde im Jahr 1975 von Kurt Diemberger erstbestiegen.